# Hazel McCallion

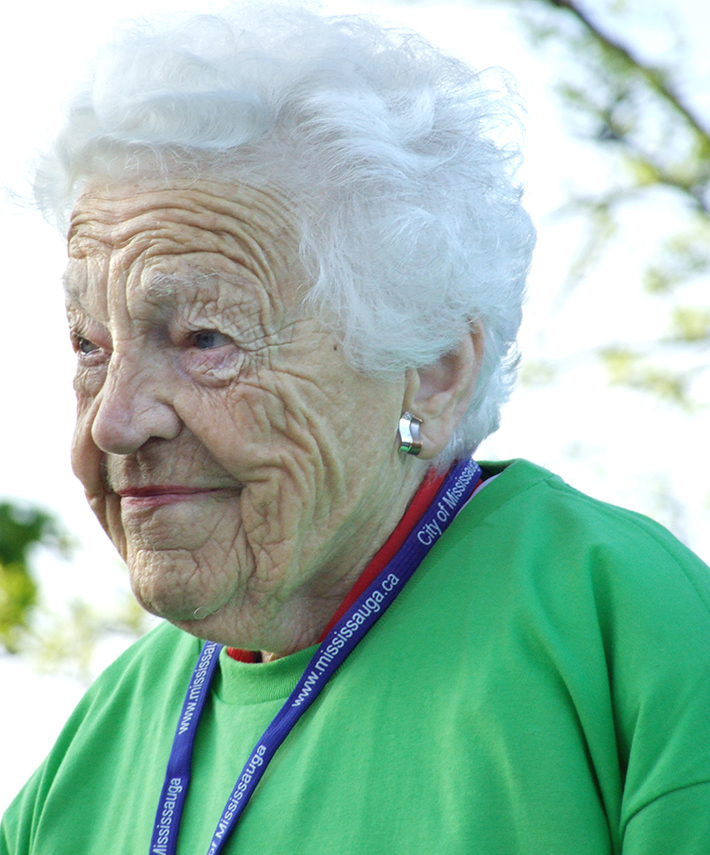
Hazel McCallion (2010)

Hazel McCallion CM OOnt (* 14. Februar 1921 als Hazel Journeaux in Port-Daniel, Québec, Kanada; † 29. Januar 2023 in Mississauga, Ontario) war die Bürgermeisterin von Mississauga, Ontario, der mit 704.000 Einwohnern sechstgrößten Stadt Kanadas. McCallion hatte dieses Amt von 1978 bis 2014 36 Jahre lang inne. Sowohl ihre Anhänger als auch die Medien nannten sie Hurricane Hazel. Als sie im Oktober 2010 im Alter von 89 Jahren zum elften Mal wiedergewählt wurde, erhielt sie 76 % der Stimmen. Sie ging am 30. November 2014 im Alter von 93 Jahren in Ruhestand. Ihre Nachfolgerin ist Bonnie Crombie.

## Leben
Hazel McCallion wurde am 14. Februar 1921 in Port-Daniel auf der Gaspésie in der Provinz Québec geboren. Ihr Vater besaß einen Fischfang- und Fischverarbeitungsbetrieb, ihre Mutter war Hausfrau und bewirtschaftete den Bauernhof der Familie. Zur Familie gehörten die beiden Schwestern Linda und Gwen und die beiden Brüder Lorne und Lockhart. Nach der High School besuchte sie Büro- und Wirtschaftsschulen in Québec und Montreal. Später hat sie verschiedentlich geäußert, dass sie gern studiert hätte, ihre Familie sich das aber nicht leisten konnte. Sie war für das Ingenieur- und Bauunternehmen Canadian Kellogg Company Ltd. zunächst in Montreal und ab 1942 in Toronto tätig, bis sie 1967 ihre Berufstätigkeit zugunsten ihrer politischen Aktivitäten aufgab.
Kurz nach ihrer Übersiedlung nach Toronto lernte sie in einer anglikanischen Kirchengemeinde ihren späteren Ehemann Sam McCallion kennen. Als Hochzeitsgeschenk erhielten sie von den Eltern ihres Mannes ein Stück Land in der Nähe des Dorfes Streetsville, das später zu einem Teil von Mississauga wurde. Aus der Ehe gingen zwei Söhne und eine Tochter hervor. McCallion hat in Interviews oft gesagt, dass ihr Ehemann sie stets ermutigt habe, eine politische Karriere einzuschlagen. Bevor sie Bürgermeisterin Mississaugas wurde, gründete sie mit ihrem Ehemann die Zeitung The Mississauga Booster, die inzwischen von ihrem Sohn herausgegeben wird. Sam McCallion starb 1997 an der Alzheimer-Krankheit. Hazel McCallion wohnte bis zu ihrem Tod in Streetsville.

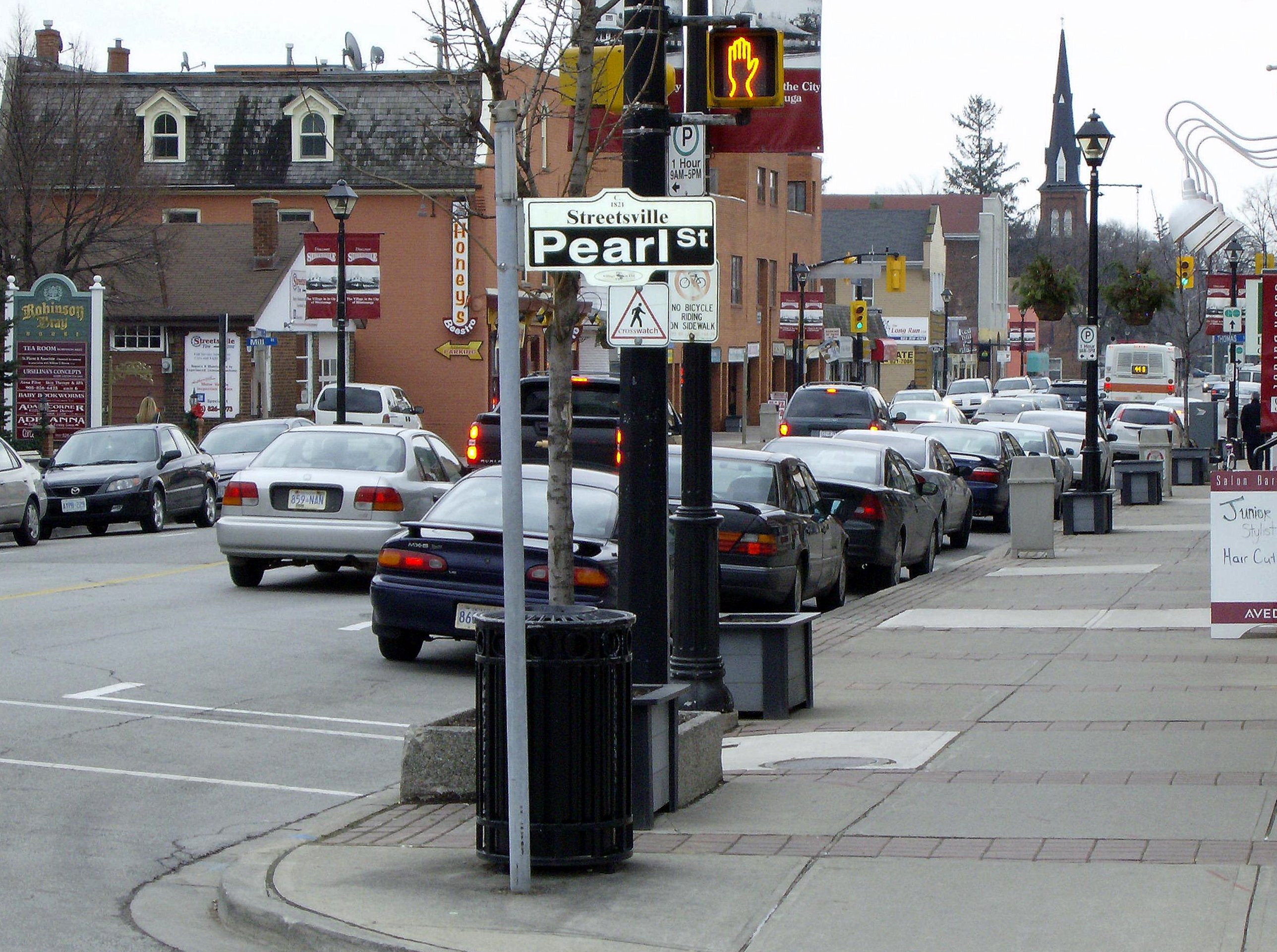
Mississaugas Stadtteil Streetsville

Zu McCallions persönlichen Vorlieben gehörte Eishockey. Während ihrer Schulzeit und später in Montreal war sie selbst aktive Spielerin. Zu ihren Freunden gehörte der Eishockeykommentator Don Cherry, der bei ihrem 87. Geburtstag scherzte, sie sei zwar nur von 99,8 Prozent der Bürger gewählt worden, man sei jedoch immer noch auf der Suche nach den 0,2 Prozent, die sie nicht gewählt hätten.

## Politische Karriere
McCallion begann ihre politische Karriere 1967 als Vorsitzende des Planungskomitees in Streetsville. Später wurde sie stellvertretende Ortsvorsteherin und kurz darauf Ortsvorsteherin. 1970 wurde sie zur Bürgermeisterin des Ortes gewählt. Diesen Posten behielt sie, bis Streetsville 1973 nach Mississauga eingemeindet wurde.
1978 wurde sie zum ersten Mal zur Bürgermeisterin von Mississauga gewählt, wobei sie den populären Amtsinhaber Ron A. Searle knapp besiegte. McCallion war erst einige Monate im Amt, als sie mit einem schweren Krisenfall konfrontiert war: Am 10. November 1979 entgleiste ein Zug mit giftigen Chemikalien auf der Trasse der Canadian Pacific Railway in einem dicht besiedelten Gebiet in der Nähe der Mavis Road. Einer großen Explosion folgte ein Feuer mit Austritt gefährlicher Chemikalien. Unter McCallions Aufsicht evakuierten die Polizei und andere Regierungsbehörden die komplette Bevölkerung der Stadt, die damals rund 200.000 Einwohner zählte. Während des rund eine Woche andauernden Notfalls verstauchte sich McCallion zwar ihren Knöchel, unter der Bevölkerung kam es aber zu keinen größeren Verletzungen oder gar Verlusten an Menschenleben.
Während McCallions Amtszeit wuchs Mississauga von einer kleinen Ansammlung von Städten und Dörfern zu einer der größten Städte Kanadas. Das dynamische Wachstum im Großraum Toronto stand im Zusammenhang mit dem Wahlsieg der Parti Québécois unter René Lévesque 1976 in der Provinz Québec, der eine Abwanderung der Anglosphäre aus Montreal nach Toronto einleitete. Während McCallions Amtszeit entstanden das Civic Centre einschließlich des neuen Rathauses, eine Bibliothek, das Mississauga Living Arts Centre, in den 1980er Jahren der Highway 403 und in den 1990er Jahren das Hershey Centre.
Andere Vorhaben McCallions waren weniger erfolgreich. McCallion und der Stadtrat Mississaugas setzten sich dafür ein, Mississauga, das mit Brampton und Caledon die Regional Municipality of Peel bildet, zu einer eigenen Munizipalität zu machen. Die Provinzregierung lehnte dieses Anliegen ab. Mississauga erhielt zwar im Regionalrat zwei zusätzliche Sitze, hielt sich aber dennoch im Verhältnis zu Bevölkerungszahl und Steueraufkommen für unzureichend vertreten, was zu Kontroversen mit den anderen Städten in der Region führte. 1982 wurde McCallion eines Interessenkonflikts für schuldig befunden, da sie an einer Sitzung des Stadtrates teilnahm, bei der eine Entscheidung des Ontario High Court of Justice diskutiert wurde, von der sie selbst betroffen war. Allerdings wurde sie nicht zur Aufgabe ihres Amtes aufgefordert.
McCallion wurde nach ihrer ersten Amtszeit zehnmal wiedergewählt; zwei Jahrzehnte lang waren ihre Herausforderer so chancenlos, dass sie keinen Wahlkampf betreiben und keine Wahlkampfspenden annehmen musste, sondern ihre Anhänger bitten konnte, für wohltätige Zwecke zu spenden. Zu ihren Prinzipien gehörte es, die Stadt müsse wie ein Unternehmen geführt werden. Mississauga war eine der wenigen schuldenfreien Städte in Kanada.
McCallion zählte zu den ersten Politikern Kanadas, die offen eine Zweistaatenlösung und die Gründung eines palästinensischen Staates unterstützten. Schon 1983 erklärte sie vor der Jahresversammlung der Canadian Arab Federation, dass „die Palästinenser ein eigenes Land brauchen und benötigen und verdienen“. Sie war Mitglied der Trinity Anglican Church von Streetsville und setzte sich als Schirmherrin von Hazel’s Hope für mit HIV infizierte und an AIDS erkrankte Kinder im südlichen Afrika ein.

## Ehrungen
- Order of Canada
- Bundesverdienstkreuz 1. Klasse (7. Juni 1999)[11][12]
- Hazel McCallion Line, eine ihr zu Ehren benannte Stadtbahnlinie in Mississauga[13]